# Молодцов, Степан Васильевич
Степа́н Васи́льевич Молодцо́в (27 декабря 1919, Рязанская губерния — 3 апреля 1998) — советский и российский юрист, специалист по международному и морскому праву; доктор юридических наук (1961), профессор и заведующий кафедрой международного права УДН (1962—1966) и МГИМО (с 1975), заслуженный деятель науки РСФСР (1991).

## Биография
Степан Молодцов родился в годы Гражданской войны: он появился на свет 27 декабря 1919 года в Рязанской губернии. Учился в Ленинграде: в 1941 году он стал выпускником исторического факультета Ленинградского государственного университета (ЛГУ). В годы Великой Отечественной войны являлся помощником начальника строительства аэродромов для Военно-воздушных сил Красной армии: служил на Северо-западном фронте под Ленинградом в период с 1941 по 1942 год; был награждён медалью «За оборону Ленинграда».
После Второй мировой войны, в 1946 году, Молодцов выпустился из Высшей дипломатической школы и поступил в аспирантуру Института государства и права (ИГП) АН СССР — обучался в аспирантуре до 1950 года. В том же году он защитил кандидатскую диссертацию, выполненную под научным руководством профессора Евгения Коровина,  на тему «Международно-правовой режим Балтийских проливов» — стал кандидатом юридических наук. После окончания аспирантуры начал работать в Институте государств и права: проработал в ИГП более десяти лет (до 1962 год) последовательно занимая должности старшего научного сотрудника и заведующего сектором международного права; являлся ученым секретарём. В 1961 году успешно защитил докторскую диссертацию по теме «Международно-правовой режим открытого моря и континентального шельфа» — стал доктором юридических наук.
Через год Молодцов стал профессором на кафедре международного права МГИМО МИД СССР — проработал здесь до 1966 года. После этого он занял пост заведующего кафедрой международного права в Университете дружбы народов (РУДН). Являлся участником межгосударственных переговоров и принимал участие в работе международных конференций и организаций: в частности, он участвовал в подготовке текста Конвенции об открытом море, о территориальном море и прилежащей зоне, принятой в 1958 году; участвовал в составлении Договора об Антарктике, принятого в 1959 году. В период с 1966 по 1969 год он являлся секретарем Всемирного Совета Мира и, одновременно, состоял вице-президентом Международного института мира, располагавшегося в Вене.
Молодцов входил в состав советской делегации работавшей на Конференции ООН по морскому праву: в 1982 году конференция выработала и приняла Конвенцию ООН по морскому праву. Являлся советником-консультантом как МИД СССР, так и МИД России. В период между 1970 и 1975 годами являлся профессором на кафедре правовых дисциплин Всесоюзной академии внешней торговли. С 1975 по 1998 год являлся профессором и заведующим кафедрой международного права, являвшейся частью МГИМО МИД СССР (впоследствии — МИД РФ).
Молодцов был среди основателей Советской ассоциации международного права: являлся первым секретарем данной организации и неоднократно избирался членом её исполнительного комитета. Он также состоял в бюро Международного комитета Всемирной федерации ассоциации содействия ООН в Женеве. Стал заслуженным деятелем науки; скончался 3 апреля 1998 года.

## Работы
Степан Молодцов являлся автором и соавтором более ста научных работ; под его научным руководством были защищены четыре десятка кандидатских и докторских диссертаций. Он специализировался в разных сферах международных отношений и дипломатии: занимался как вопросами торгового и военного мореплавания, так и проблемами мирового рыбного хозяйства. Несколько его работ были опубликованы в издательствах за пределами СССР (прежде всего, на английском и немецком языках): так его книга «Мир и государственные границы» вышла на английском, испанском и французском:
- «Международно-правовой режим открытого моря и континентального шельфа» (М., 1960);
- «Международно-правовой режим морских вод» (М., 1982);
- «Международное морское право» (М., 1987).
- «Курс международного права» (1967—1973; соавтор)
- Мирное урегулирование территориальных споров и вопросов о границах / С. В. Молодцов // Советский ежегодник международного права. 1963 = Soviet year-book of international law. 1963 / Советская Ассоциация международного права. — М.: Наука, 1965. — С. 70—84.
- Некоторые вопросы территории в международном праве / С. В. Молодцов // Советское государство и право. — М., 1954. — № 8. — С. 63—72.